# Ptochophyle ozophanes
Ptochophyle ozophanes är en fjärilsart som beskrevs av Louis Beethoven Prout 1918. Ptochophyle ozophanes ingår i släktet Ptochophyle och familjen mätare. Inga underarter finns listade.

## Bildgalleri

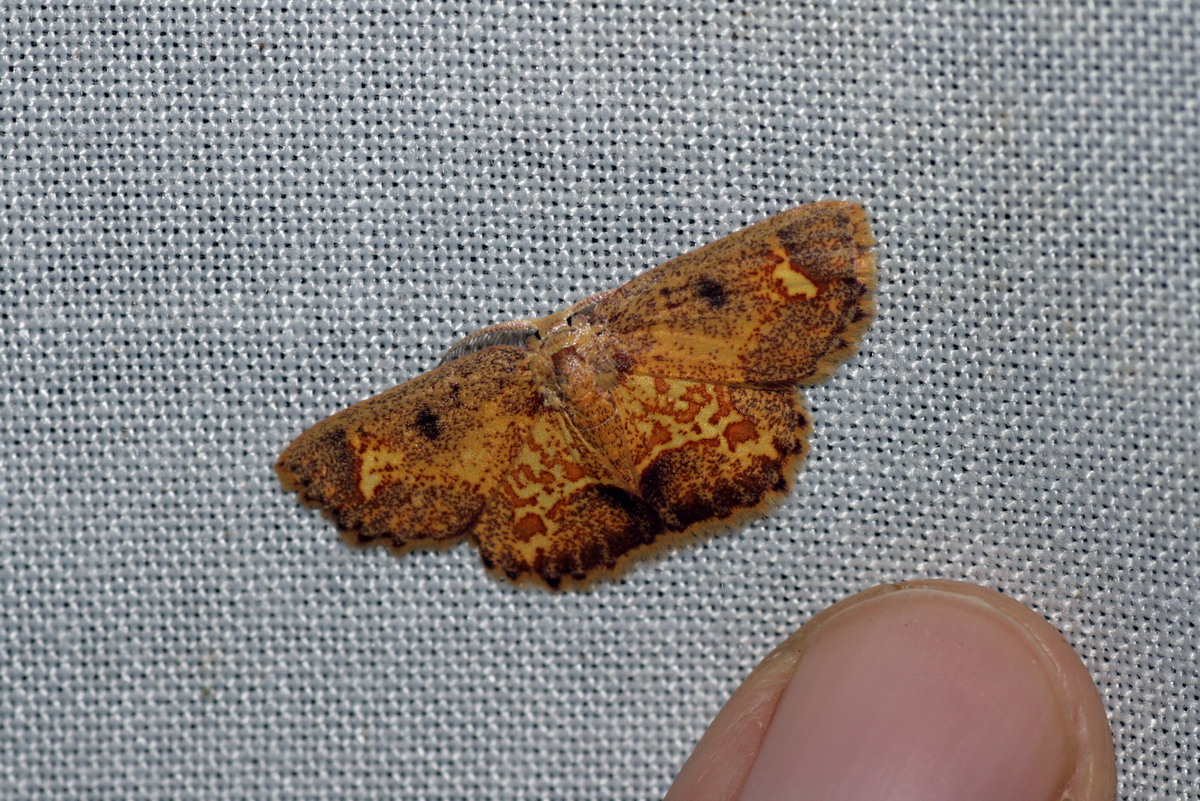